# Ortodoksija
Ortodoksija (starogrčki Ορθοδοξία) od riječi orthos "ispravan" i doxa "mišljenje"), odnosno pravovjerje je izraz kojim se označava prihvaćanje određene doktrine koja se smatra jedino ispravnom. 
Izraz se tradicionalno rabio u povijesti kršćanstva kako bi se označio službeni, odnosno pravovjerni ili "ortodoksni" stav Crkve nasuprot njima suprotstavljenim "heterodoksnim", heretičkim i "šizmatičkim" crkvama i pravcima. 
Izraz ortodoksija se na crkvenoslavenskom prevodi kao Правосла́виѥ, a od čega potiče izraz pravoslavlje kojim se opisuje nauk crkava koje, za razliku od Katoličke crkve priznaju samo odluke prvih sedam ekumenskih sabora. 
To je, između ostalog, jedan od razloga zašto "ortodoksija" i "pravoslavlje" predstavljaju sinonime u određenim jezicima. Izraz ortodoksija se kasnije počeo rabiti i izvan religije za označavanje pojedinih filozofskih, političkih i znastvenih doktrina, najčešće u pogrdnim smislu kako bi se opisao njihov dogmatski karakter. 